# Ярмарок Казюкаса

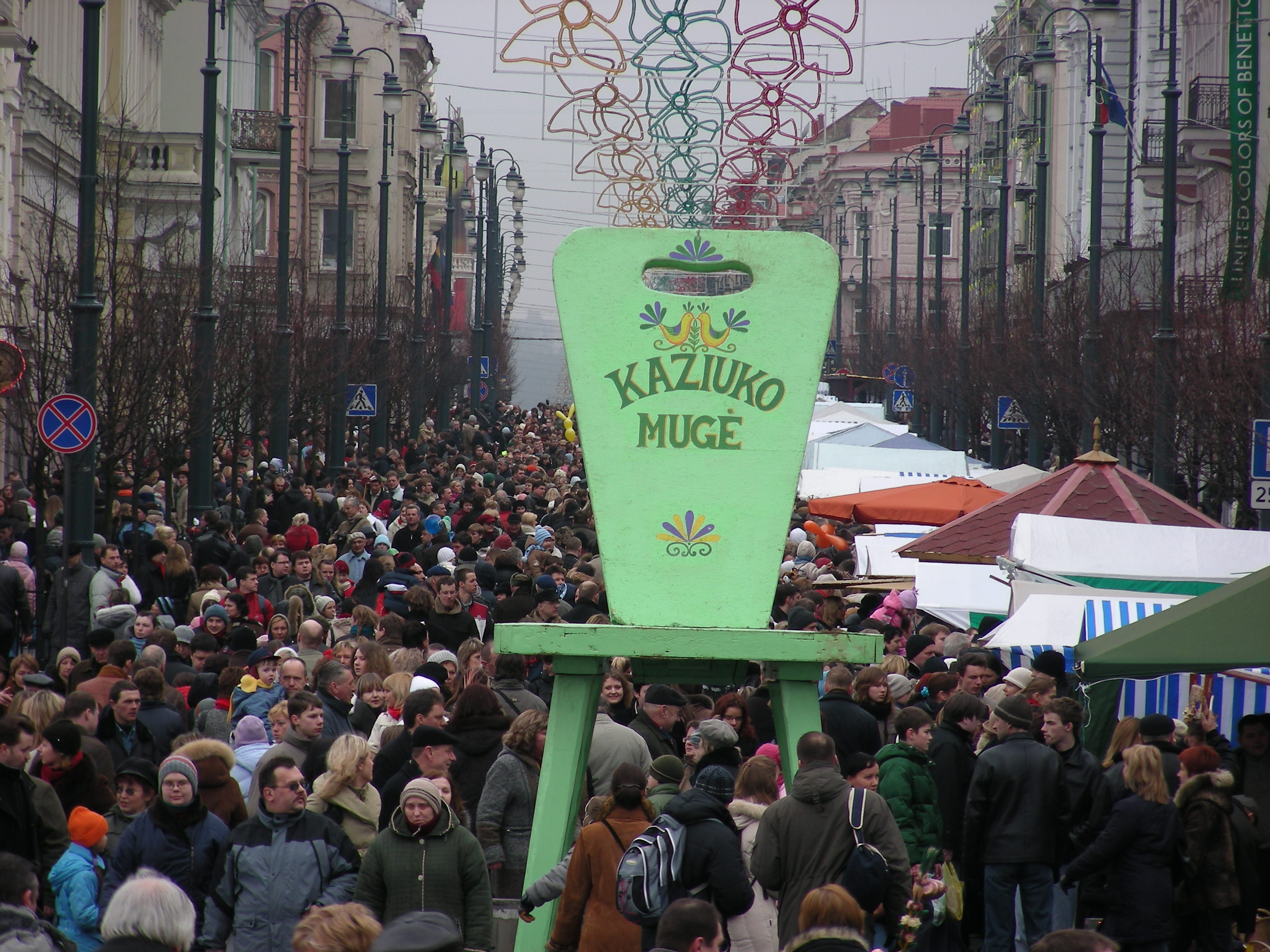
Казюк на проспекті Гедиміна

Казюк, Ярмарок Казюкаса (лит. Kaziuko mugė пол. Kaziuk біл. Казюкі) — традиційний щорічний ярмарок виробів народних промислів у Литві, що відбувається з початку XVII століття у Вільнюсі, на головній площі міста та прилеглих вулицях. Ярмарок влаштовується в день пам'яті святого Казимира, 4 березня, і в найближчі вихідні дні, що примикають до нього.
Сама назва походить від білоруського демінутива імені Казимир — Казюк (Kaziuk, Kaziukas) у польській це слово вживається тільки на позначення ярмарку.

## Характер і місце

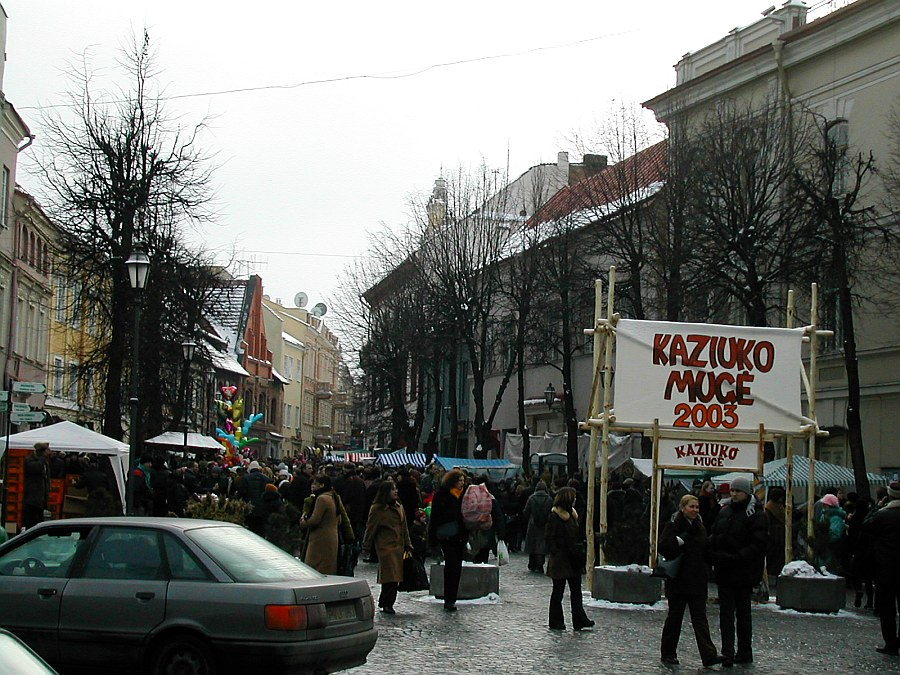
Казюкас на вулиці Пілес (2003)

Наразі являє собою ярмарок виробів декоративно-ужиткового мистецтва, іграшок, сувенірів із різноманітних матеріалів кустарного виробництва, а також творів живопису і графіки. Для задоволення відвідувачів й учасників проводиться торгівля традиційними напоями, такими як пиво, квас, гаряче вино і всякого роду гарячими закусками, також частуваннями (пряники, солодощі тощо). Ярмарок супроводжують народні гуляння, виступи капел, самодіяльних музикантів, танці та пісні. У ярмарку беруть участь народні майстри та ремісники з різних міст і місцевостей Литви та сусідніх країн — із Латвії, Польщі, Естонії, України.
Ярмарок займає кілька вулиць і площ у Старому місті — зазвичай частина проспекту Гедиміна, Кафедральну площа, вулицю Пілес і вулиці, що відходять від неї, Барборос Радвілайтес, Бернардину та інші, Ратушну площу.
У 2007 році ярмарок зайняв Ратушну площу, сквер К. Сірвідаса, вулиці Пілес, Діджої, Вокечю, Рудініку, площа Рудінінку. Ярмарок 2010 року виявився найбільш представницьким — у ньому взяло участь близько 1200 торговців, він зайняв увесь центральний проспект і простягнувся аж до Жверинського мосту.

## Історія

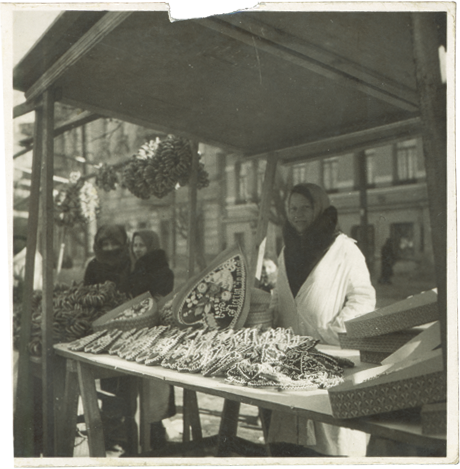
Казюкас, 1939 рік

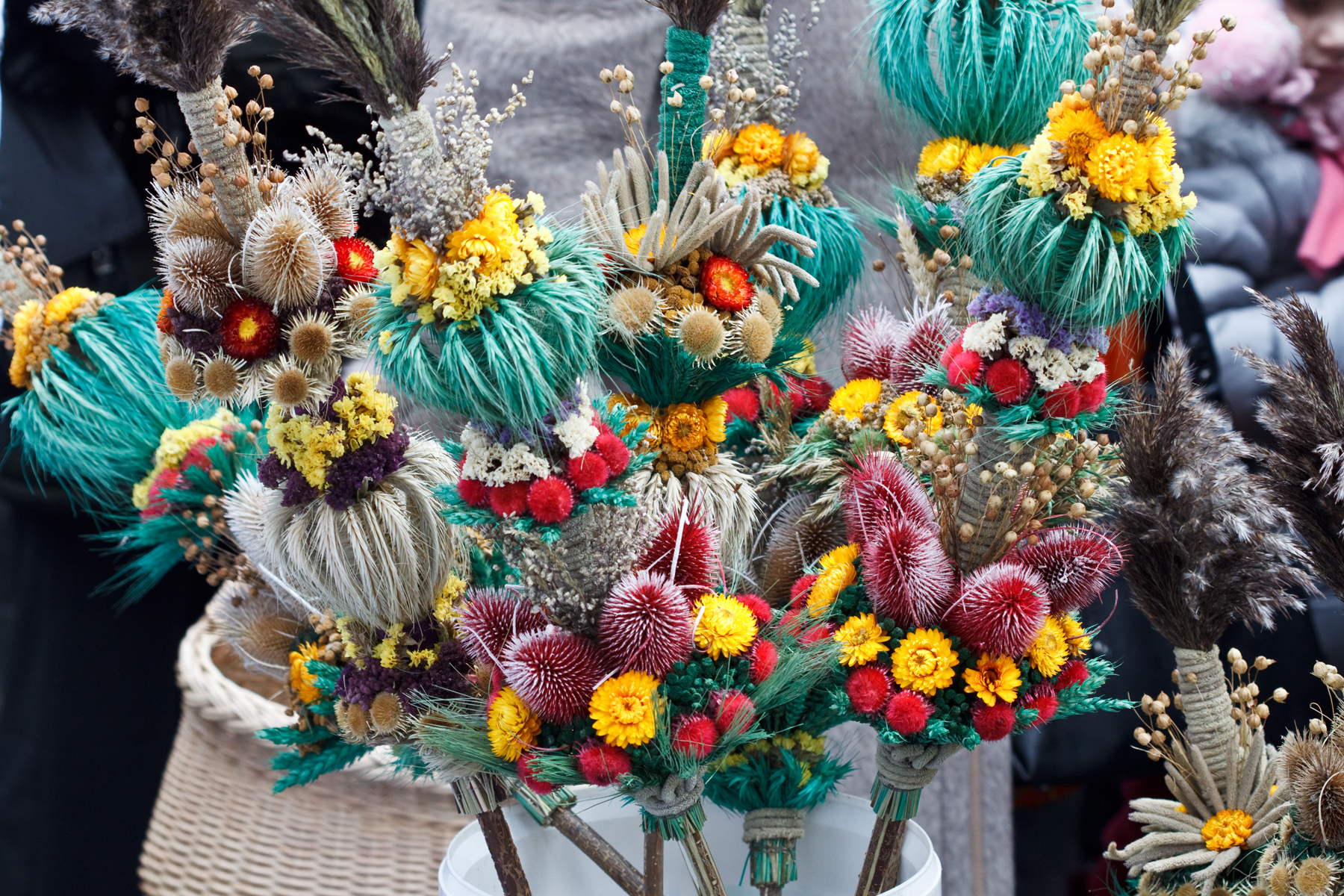
Традиційні Віленські верби

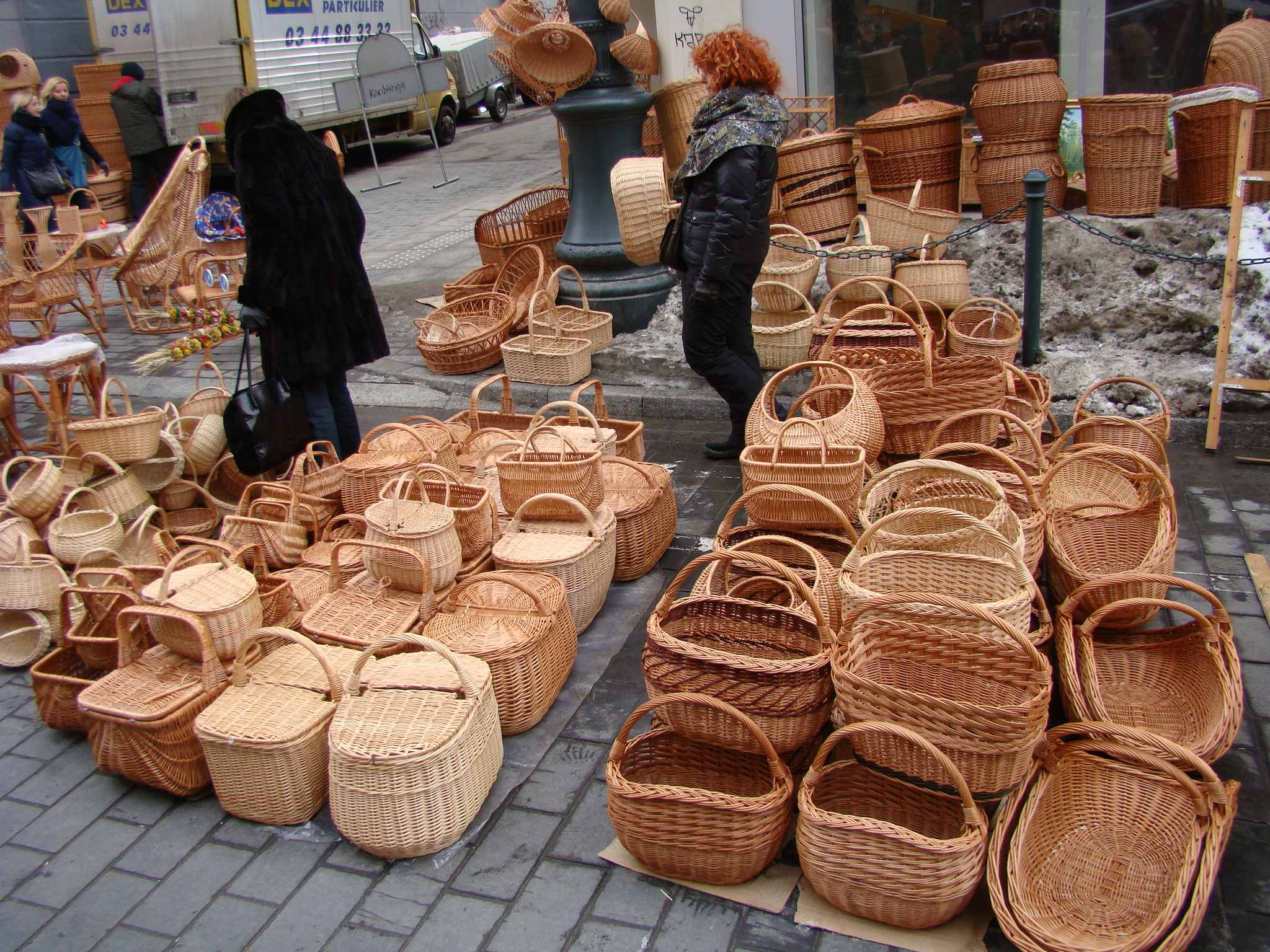
Плетені кошики на Казюку

Історія виникнення ярмарку Казюк починається з початку XVII століття. 7 листопада 1602 року папа римський Климент VIII своєю канонізаційною буллою офіційно оголосив колишнього Литовського князя і Польського короля Казимира святим, тимчасово, тільки на території Польщі і Литви. Його наступник Павло V оголосив Казимира святим всієї Римсько-католицької церкви, а папа Урбан VIII оголосив святого Казимира покровителем Литви. Незабаром рештки святого Казимира, які були поховані у Вільнюсі, у єзуїтському костьолі Святого Казимира наказом (на момент оголошення вже померлого) Сигізмунда Вази були урочисто перенесені у спеціально побудовану каплицю в Кафедральному соборі, де і перебувають до цього дня.
Імовірно з часу урочистого перенесення мощей у 1636 році і починається історія ярмарку, оскільки після подібних релігійних урочистостей традиційно влаштовувалися «кермошюс» (лит. kermošius від нім. kirchmesse «ярмарок у престольне свято») — розваги та продаж приватними особами різних товарів. Ці «кермошюси» проводилися протягом двохсот років, іноді з перервами через війни, епідемій тощо. До тих пір, коли в 1827 році (Вільнюс тоді вже був у складі Російської імперії) вільнюські купці витребували від влади привілеї організовувати великі так звані «Йомарк» (нім. «jahrmarkt» і рос. «ярмарок»), що тривають по кілька днів.
І це вже було, дійсно, початок саме того, що нині і називається Казюк. На Кафедральній площі торговцями будувалися дерев'яні будки, тимчасові навіси і намети. З тих часів почалася ще одна традиція — пекти традиційний пряник «Серце Казюку», що став одним з атрибутів ярмарку.
На початку XX століття місце ярмарку змінилося, тому що в 1901 році на Кафедральній площі був поставлений пам'ятник Катерині II. Місцевій владі не сподобалося «сусідство» прославлення католицького святого в такому респектабельному місці, яким стало тепер. Ярмарок був перенесений на Лукіську площу. До цього часу на ярмарку торгували не лише купці, а й селяни, спеціально приїжджали з сіл для торгівлі предметами власних ремесел. На ярмарок з'їжджалося до 2400 возів, місць для наметів і будок не вистачало і ярмарок розширювалася вздовж усієї набережної річки Няріс від Жверинського мосту до Зеленого мосту. Ярмарки супроводжувалися карнавальними ходами. Предметом торгівлі, тепер, були, перш за все, вироби ремісників — сільськогосподарський реманент і їхні деталі (коси, топорища, держаки лопат тощо), домашнє начиння (посуд, кошики), а також неодмінні віленські «великодні верби» (з висушених різнокольорових, нерідко фарбованих, квітів і трав) — найважливіший атрибут Казюку. Передбачається, що виготовлення і торгівля такими вербами пов'язана з образом лілії в руці святого Казимира (так він зображувався згідно з іконографічною традицією). Процвітаючий ярмарок обірвали Перша світова війна і наступні події початку XX століття. Але в 1930-х роках вільнюський Казюк знову відродився і досяг свого розквіту в 1935 році, коли до ярмарку долучилися гучні студентські карнавальні ходи. Вільнюс у ті роки був у складі Польщі, і національна Польська туристична спілка організовувала спеціальні поїзди до Вільнюса з інших польських міст. Наймасовішими ярмарки були в 1938 і 1939 роках.
Друга світова війна знову перервала традицію організації ярмарку. А після війни, коли Вільнюс був у складі СРСР, ярмарок прибрали і з Лукиської площі, оскільки там було поставлено пам'ятник Леніну. Ярмарок було «заслано» на територію колгоспного ринку (Кальварійський ринок). Через тісноту та обмеженого числа торговців ярмарок являв жалюгідне видовище, хоча серед населення був усе одно популярним. У 1970 — 1980-х роках Казюк став потихеньку проходити і на вулиці Горького (нині Пілес), у провулку Пілес (нині вулиця Бернардину), залучаючи любителів народних промислів, художників, хіпі з інших міст Радянського Союзу. Казюк тоді являв собою торгівлю сувенірами і ярмарку ремісників. Пізніше Казюк набув характеру ярмарку з торгівлею переважно виробами і витворами декоративно-ужиткового мистецтва народного, псевдонародного та авторського мистецтв. З відродженням незалежності Литви ярмарок повернувся на Кафедральну площа і вулички старого міста.
Ярмарок Казюк веде свій літопис із 2003 року, коли став виходити щорічник «Kaziuko laikraštis» («Газета Казюкаса»). Газета сприяє збереженню ремесел, описує історію Вільнюса і Вільнюського краю, надає практичну інформацію для торговців і відвідувачів. Реалізовується газета тільки у дні ярмарку. Її можна придбати в мобільній редакції, розташованої на початку вулиці Пілес біля будинку № 2 або в численних розповсюджувачів.

## Цікаві факти
- «Казюкас» — оповідання російського письменника Ергалі Гера, який уперше був опублікований у журналі «Знамя» (1994, № 10), дія якого розгортається у Вільнюсі на тлі ярмарку.